# Cuatro (rete televisiva)
Cuatro è un canale televisivo privato spagnolo generalista.
Le trasmissioni sono iniziate il 7 novembre 2005 alle 20:44 e dopo 13 minuti di promo è stato trasmesso il notiziario presentato dal giornalista iberico Iñaki Gabilondo, proveniente dalla radio Cadena SER.
Nel 2010 il canale è stato acquistato da Mediaset (tramite la controllata Mediaset España) diventando così il secondo canale generalista spagnolo del gruppo dopo Telecinco.

## Storia

### La nascita
Cuatro nasce nel 2005 dalla riconversione delle frequenze criptate di Canal+ (nata nel 1989 come canale che poteva trasmettere 6 ore al giorno in chiaro), che fino al 2015 è rimasta disponibile sul satellite a pagamento. Ciò è stato reso possibile grazie alla prima riforma tv voluta dal governo di José Luis Rodríguez Zapatero.

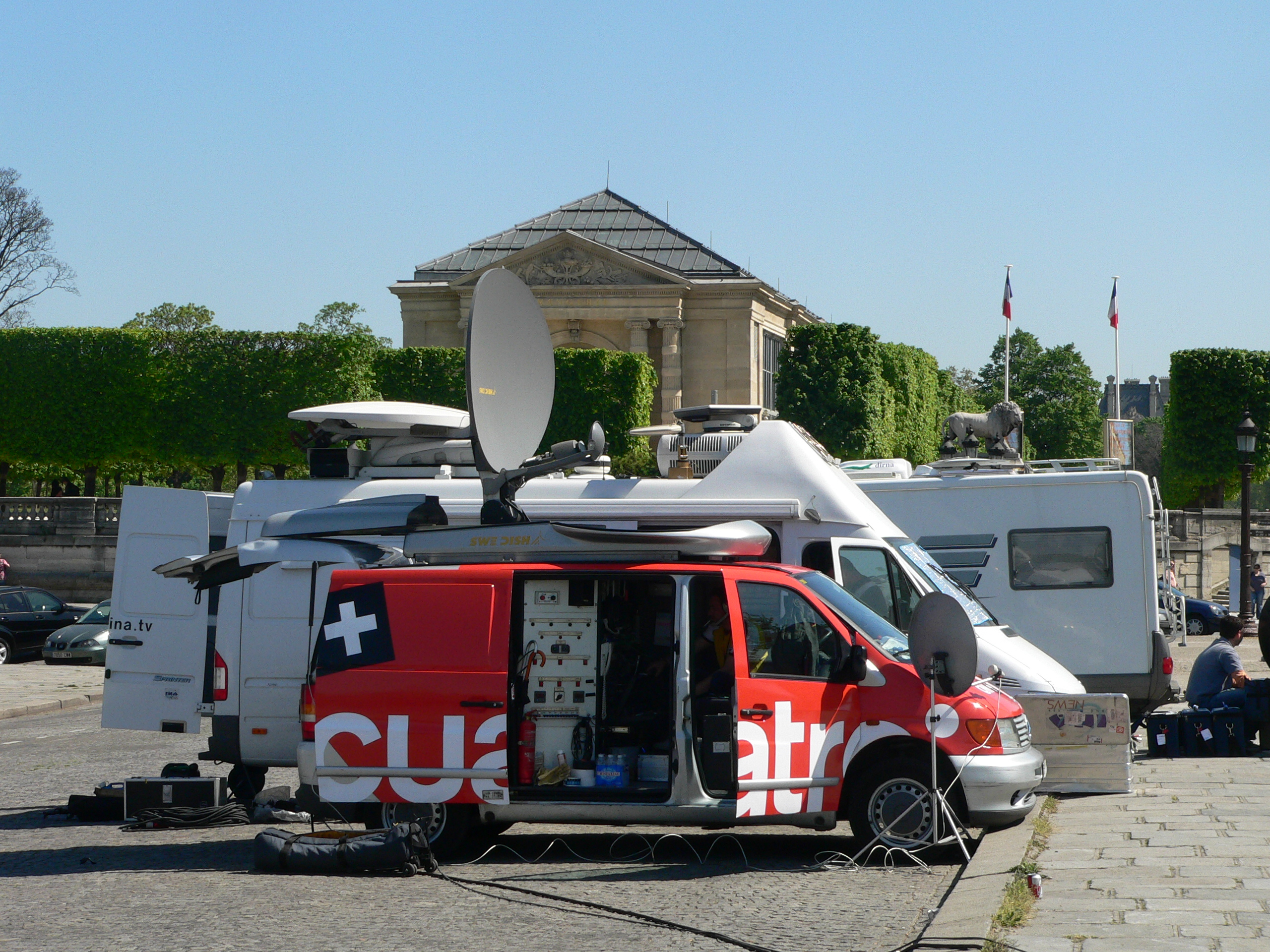
Le telecamere di Cuatro a Place de la Concorde a Parigi

### La gestione del Gruppo PRISA
Nel 2006 Cuatro, complice la scarsa copertura territoriale dell'altro nuovo canale La Sexta, trasmette le partite di interesse generale del Mondiale di calcio di Germania 2006: l'apertura, le partite della Nazionale spagnola, le semifinali e le finali. In particolare grazie alla finale Italia-Francia, e alla finale di Wimbledon Federer-Nadal, il 9 luglio 2006 Cuatro risulta per la prima volta la TV più vista in Spagna col 20,4%. Nello stesso periodo il canale dà molto spazio alle serie TV più rappresentative dei primi anni 2000 come Grey's Anatomy, Dr. House, Ugly Betty e Criminal Minds.
Ha avuto una crescita costante di share: dal 4,5% è arrivata a toccare il 9%, per poi stabilizzarsi sul 6,5%-7%.
Durante il Campionato europeo di calcio 2008, di cui ha i diritti in chiaro, trasmette una partita al giorno della rassegna e inoltre promuove una campagna di incitamento alla Roja (la nazionale di calcio iberica che poi ha vinto) coniando lo slogan "¡Podemos!". Grazie all'evento continentale, può vantarsi di aver avuto fino al 2012 il programma più visto per numero di spettatori in Spagna (considerando una singola emittente), i rigori della semifinale Spagna-Italia con 15.372.000 spettatori e 77,5% di share (nel paese iberico supplementari e rigori si considerano separati dai 90'). La finale Germania-Spagna tocca 14.482.000 spettatori e share all'80,7%, e anch'essa fino al 2012 è stata la partita più vista in share in Spagna. La competizione europea, svoltasi interamente nel mese di giugno, ha poi regalato a Cuatro il miglior dato mensile della sua breve storia: 13,4%.
Cuatro si era aggiudicata anche i diritti di trasmissione dei Mondiali di calcio 2010 in Sudafrica ma a seguito dell'acquisizione della rete da parte di Mediaset (tramite la controllata Mediaset España) il torneo calcistico viene invece trasmesso da Telecinco. Nel 2014 invece entrambe le reti trasmettono l'evento, e così pure nel 2018.
Tra i programmi non sportivi più visti ci sono il programma comico El hormiguero e le serie TV Dr. House, Castle e Criminal Minds.

### Il passaggio a Mediaset
Il 18 dicembre 2009 Prisa e Mediaset annunciano la fusione delle attività televisive in chiaro (Cuatro e Telecinco) in un'unica società. Prima conseguenza di questo fatto, la cessione alla seconda delle partite della Spagna del Mondiale 2010. La fusione è definitiva il 28 dicembre, quando CNN+ chiude i battenti e Cuatro entra di fatto nelle attività spagnole di Mediaset.

## Volti noti
- Judit Mascó
- Nuria Roca
- Raquel Sánchez Silva
- Ana García Lozano
- Paula Vázquez

## Programmazione
La programmazione di Cuatro, similmente a quella di Italia 1, è di tipo generalista, incentrata maggiormente su un pubblico maschile e giovanile. Vi sono sia eventi sportivi, reality show e rispettivi notiziari.  Oltre a programmi di produzione propria , non mancano altre serie tv di successo americane che vengono proposte all'interno del palisensto, tra le quali: Scandal, Spartacus, American Horror Story e Castle. A livello sportivo grazie agli ingenti investimenti da parte di Mediaset España vengono acquistati i diritti televisivi di EuroBasket 2017 e del FIBA World Cup 2019.

### Serie TV
- Alias
- Embrujadas (Streghe)
- Friends
- Anatomía de Grey (Grey's Anatomy)
- House (Dr. House - Medical Division), programma tra i più visti
- Medium
- WWE Friday Night SmackDown!
- The Office
- Ugly Betty
- Entre Fantasmas (Ghost Whisperer)
- FlashForward
- Alerta Cobra (Squadra Speciale Cobra 11)

### Cartoni animati
- Naruto
- Dragon Ball
- La Pantera Rosa
- South Park

### Informazione
- Noticias Cuatro
- Cuatro al día (2019-2024)
- Tiempo al Tiempo (2024)

## Polemiche
Nel giugno del 2006 l'emittente spagnola La Sexta e Cuatro hanno raggiunto un accordo congiunto per la trasmissione simultanea delle partite di Germania 2006. Nonostante la prima avesse già comprato i diritti a marzo, non avendo una copertura adeguata ha deciso di accordarsi con Cuatro (e ciò suscitò molte polemiche) per alcune partite. In seguito il direttore di laSexta ha dichiarato di intraprendere delle azioni legali contro Sogecable, la società che al tempo controllava Cuatro, per una pubblicità che invitava i telespettatori a non seguire l'emittente televisiva concorrente.